# HMS Hyacinth (K84)
HMS Hyacinth (K84) je bila korveta razreda flower Kraljeve vojne mornarice, ki je bila operativna med drugo svetovno vojno.

## Zgodovina
Korveto so 24. oktobra 1943 predali Kraljevi helenski vojni mornarici, kjer so jo preimenovali v RHS Apostolis (K84). Leta 1952 je bila vrnjena Kraljevi vojni mornarici.